# Pelochares biroi
Pelochares biroi är en skalbaggsart som först beskrevs av Maurice Pic 1956.  Pelochares biroi ingår i släktet Pelochares och familjen lerstrandbaggar. Inga underarter finns listade i Catalogue of Life.